# 紫鏽雀鯛
紫鏽雀鯛，俗名紫擬雀鯛、紫准雀鯛、紅棕擬雀鯛，為輻鰭魚綱鱸形目鱸亞目擬雀鯛科的其中一種。其种加词“Porphyreus”意为“紫色的”。

## 分布
本魚分布於西太平洋區，包括日本琉球群島、帛琉群島、中國、臺灣南部、印尼、澳洲、越南、泰國及菲律賓等海域。

## 深度
水深6至65公尺。

## 特徵
本魚體側扁而略延長，眼大，特徵是魚體呈紫紅色或藍紫色，眼眶周圍為藍色，尾鰭後緣具一透明環帶，背鰭硬棘3；背鰭軟條21至22枚；臀鰭硬棘3枚；臀鰭軟條11至12枚，體長可達6公分。

## 生態
本魚喜棲息水質清澈，有海流且珊瑚生長茂盛的礁沙混合區的沙地上，具領域性，但性情膽怯，略為神經質。屬肉食性，以浮游動物及小型甲殼類為食。

## 經濟利用
為觀賞性魚類，容易飼養，不過要注意水缸不夠大會有好鬥的問題。